# Estación de Arrigorriaga
Arrigorriaga es una estación ferroviaria situada en el municipio español de Arrigorriaga en la provincia de Vizcaya, comunidad autónoma del País Vasco. Forma parte de la línea C-3 de Cercanías Bilbao operada por Renfe.

## Situación ferroviaria
La estación se encuentra en el punto kilométrico 239,5 de la línea férrea de Castejón a Bilbao por Logroño y Miranda de Ebro a 58 metros de altitud.

## Historia
La estación fue inaugurada el 1 de marzo de 1863 con la apertura del tramo Bilbao-Orduña de la línea férrea que pretendía unir Castejón con Bilbao. Las obras corrieron a cargo de la Compañía del Ferrocarril de Tudela a Bilbao creada en 1857. En 1865 la compañía se declaró en suspensión de pagos por no poder superar las dificultades económicas derivadas de la inversión realizada en la construcción de la línea y fue intervenida por el Banco de Bilbao.  En 1878, fue absorbida por Norte que mantuvo la titularidad de la estación hasta la nacionalización del ferrocarril en España en 1941 y la creación de RENFE.
Desde el 31 de diciembre de 2004 Renfe explota la línea mientras que Adif es la titular de las instalaciones ferroviarias.

## La estación
Se sitúa al noroeste del municipio. El edificio de viajeros es una clara muestra de la arquitectura local. Es de base rectangular, de dos alturas, en piedra y está recubierto por un amplio tejado en pico de dos vertientes. Dispone de dos andenes, uno lateral y otro central y de cuatro vías. Un paso subterráneo permite el cambio de uno a otro. En el exterior existe un aparcamiento habilitado. 

## Servicios ferroviarios

### Cercanías
Los trenes de la línea C-3 de la red de Cercanías Bilbao que opera Renfe tienen parada en la estación. Entre semana la frecuencia media es de un tren cada diez-veinte minutos, elevándose los fines de semana a una media de un tren cada treinta  minutos. El trayecto Miravalles - Bilbao Abando se cumple entre 13 y 12 minutos siendo el tiempo más bajo el que realizan los trenes CIVIS al no realizar todas las paradas de la línea.
| procedencia/destino | < estación | Línea | estación > | destino/procedencia |
| ------------------- | ---------- | ----- | ---------- | ------------------- |
| Bilbao Abando       | Basauri    |       | Miravalles | Orduña              |